# ۱۱۳۴ (خورشیدی)
۱۱۳۴ هزار و صد و سی و چهارمین سال هجری خورشیدی است.